# Runenstein von Egtved

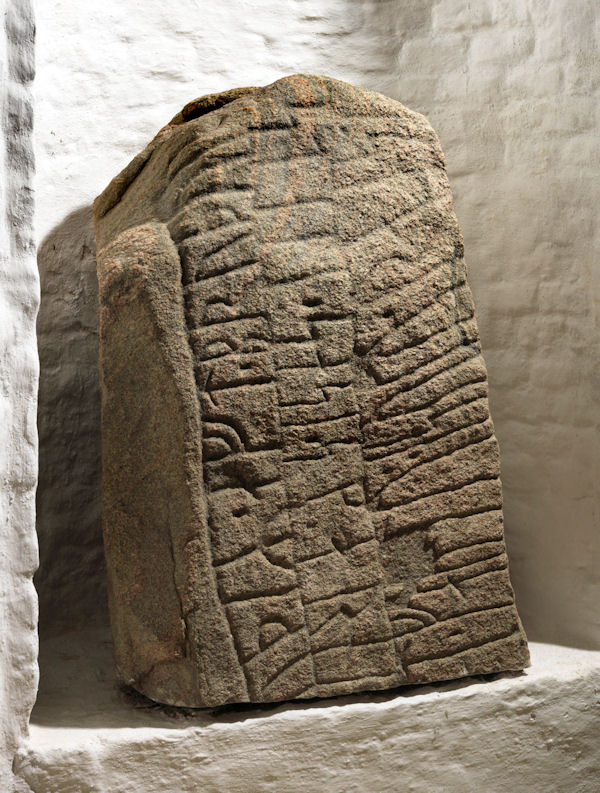
Runenstein von Egtved

Der Runenstein von Egtved (DR 37 oder SJy 6) wurde 1863 bei der Restaurierung in der Friedhofsmauer der Kirche von Egtved in Jütland in Dänemark gefunden. Der auf 900–1020 datierte Runenstein aus Granit steht im Karnhaus der Kirche.
Der etwa 89 cm hohe, 55 cm breite und 43 cm dicke Stein wurde gespalten, so dass die zweizeilige Runeninschrift fragmentarisch und schwer zu lesen ist.

„... ... ...at ' fai(n) ['] (t)u ÷ i suiu ' raist ¶ ... ...uþiʀ ' aft ' bruþur ¶ stain ' sasi ' skarni ' ...“

„Fainn (?) starb in Svia (?). Bruder ritzte zum Gedenken an Bruder. Dieser Stein ...“

Fainn könnte „der Bemalte“ oder „der Tätowierte“ bedeuten. Der Ortsname Suiu deutet auf Svia in Uppland in Schweden. Die Bedeutung des Wortes „skarni“ ist unbekannt.